# Laevicaulis haroldi
Laevicaulis haroldi е вид коремоного от семейство Veronicellidae. Видът е застрашен от изчезване.

## Разпространение
Разпространен е в Южна Африка (Квазулу-Натал).